# 1095
1095 (MXCV) je bilo navadno leto, ki se je po julijanskem koledarju začelo na ponedeljek.

## Dogodki

### Prva križarska vojna(1095-99): napoved
- 1. marec - Koncil v Piacenzi: en od koncilov papeža Urbana II. v investiturnem boju proti rimsko-nemškemu cesarju Henriku IV. Nemškem in  cesarskemu papežu Klemnu III.. Med ostalimi dostojanstveniki so najopaznejši udeleženci odposlanci bizantinskega cesarja Alekseja I. Komnena. Ta se, razbremenjen od nedavnih zmag nad Normani, Pečenegi in Kumani v evropskem delu cesarstva, odloči opraviti še s seldžuško nevarnostjo v Mali Aziji, za nabor najemnikov pa potrebuje pomoč papeža.
- 19. november - Prvi dan koncila v Clermontu. Koncil skliče papež Urban II. v odziv na izobčenje francoskega kralja Filipa I. prejšnje leto. Na koncilu Urban II. sicer razpravlja o uresničevanju gregorijanskih reform in potrditvi izobčenja francoskega kralja Filipa I. leto dni poprej, ko se je kralj na lastno pest ločil od žene Berte Holandske in se poročil z že poročeno Bertrado Montfortško.
- 27. november -  Koncil v Clermontu doseže vrh z govorom papeža Urbana II., v katerem spregovori o težavah kristjanov v Sveti deželi, nujnosti sloge med kristjani in razglasi prvo križarsko vojno. O govoru, ki se ga udeleži vrh francoskega plemstva kot tudi klera, poroča šest kronistov, ki pa so govor zapisali šele po osvojitvi Jeruzalema (1099), zato se v podrobnostih in motivih nekoliko razlikujejo.
- 28. november - Zadnji dan koncila v Clermontu: papež Urban II. določi za voditelja križarskega pohoda škofa Le Puy-en-Velaya Ademarja in pa touluškega grofa Rajmonda IV.
- Po koncilu Urban II. potuje po Franciji. Plemstvo in kler spodbuja k udeležbi na tem vojnem pohodu ter odpošilja odposlanstva v Nemčijo in Italijo. Papež predstavi vernikom pomoč Bizantincem v luči končnega cilja, ki je osvoboditev Kristusovega groba. 
  - Istočasno pa med ljudstvom delujejo pridigarji nizkega stanu, med katerimi je najuspešnejši Peter Puščavnik iz Amiensa, okoli katerega se organizira ti. križarski pohod ubogih.
  - Nemčija: že konec leta so prve žrtve križarske vznesenosti Judje, predvsem iz prepričanja, da so enako kot muslimani Kristusovi sovražniki. 1096 ↔

### Ostalo
- julij - Ogrska: kralj Ladislav I. imenuje nečaka Álmoša za hrvaškega (slavonskega) kralja. Po Ladislavovi smrti istega leta ga na ogrskem prestolu nasledi Ladislavov sin Koloman. Ali ga je že prej za naslednika imenoval Ladislav, ni znano.
- 5. avgust - Datum posvetitve Katedrale Svetega Apolinarija, Valence, Provansa.
- 18. avgust - Umrlega danskega kralja Olafa I. nasledi brat Erik I.
- 12. oktober - Umrlega avstrijskega mejnega grofa Leopolda II. nasledi sin Leopold III.
- Rekonkvista: po izumrtju bajadoške vladarske linije Aftasidov severnoafriški Almoravidi aneksirajo taifo Bajadoz. Zatem napadejo portugalsko grofijo in zasedejo Lizbono.
- Wales: leto dokončanja gradu grad Pembroke med normansko zasedbo južnega Walesa.
- Otok Man s Hebridi: umrlega keltsko-vikinškega kralja Godreda Crovana nasledi sin Lagman Godredsson.
- Koreja: korejski kralj Hondžong abdicira, nasledi ga stric Sukdžong, 14. kralj dinastije dinastije Gorjo po seznamu.

## Rojstva
- 4. julij - Usama ibn Munkid, arabski pesnik in kronist († 1188)
- 22. december - Roger II., sicilski kralj († 1154)

Neznan datum
- Adolf II., grof Berga († 1170)
- Amadej III., savojski grof, križar († 1148)
- Ibn Badža, lat. Avempace, španski muslimanski učenjak († 1138)
- Balduin VII., flandrijski grof († 1119)
- Kakuban, japonski budistični menih, ločina šingon († 1143)
- Konan III., bretonski vojvoda († 1148)
- Mesud I., sultan Ruma († 1156)
- Ulvhild Håkansdotter, kraljica in soproga treh skandinavskih kraljev († 1148)
- protipapež Viktor IV. († 1164)
- Richeza Berška, češka vojvodinja žena  († 1125)
- Viljem II., apulijski vojvoda († 1127)
- Vilijem iz Malmesburyja, angleški zgodovinar († 1143)
- Vilijem III., grof  Ponthieuja († 1172)

## Smrti
- 20. januar - Wulfstan, anglosaksonski škof Worcesterja (* 1008)
- 26. junij - Robert Lotarinški, angleški škof Hereforda
- 29. julij - Ladislav I., ogrski kralj (* 1040)
- 18. avgust - Olaf I., danski kralj (* 1058)
- 12. oktober - Leopold II., avstrijski mejni grof (* 1050)

Neznan datum
- Abbad III., seviljski muslimanski kralj (* 1040)
- Godred Crovan, keltsko-vikinški kralj otoka Man s Hebridi
- Haakon Magnusson, norveški kralj (* 1068)
- Ruben I. Kilikijski (* 1025 ali 1035)
- Shen Kuo, kitajski državnik in učenjak (* 1031)
- Tutuš I., seldžuški emir Damaska (* 1055)